# Cycloderes
Cycloderes är ett släkte av skalbaggar som beskrevs av Sahlberg 1823. Cycloderes ingår i familjen vivlar.

## Dottertaxa tillCycloderes, i alfabetisk ordning[1][2]
- Cycloderes absalon
- Cycloderes adjectus
- Cycloderes adonis
- Cycloderes aenescens
- Cycloderes aequalis
- Cycloderes ahenus
- Cycloderes alluaudi
- Cycloderes amaurus
- Cycloderes amulae
- Cycloderes angustus
- Cycloderes antoinei
- Cycloderes araneiformis
- Cycloderes argentatus
- Cycloderes argenteus
- Cycloderes artemisiae
- Cycloderes asperulus
- Cycloderes atlasicus
- Cycloderes auliensis
- Cycloderes auratus
- Cycloderes auricollis
- Cycloderes aurithorax
- Cycloderes aurovittatus
- Cycloderes barrosi
- Cycloderes beloni
- Cycloderes biskrensis
- Cycloderes bremondi
- Cycloderes brevinasus
- Cycloderes brevipennis
- Cycloderes buculus
- Cycloderes camusi
- Cycloderes candidatus
- Cycloderes candidulus
- Cycloderes canescens
- Cycloderes castaneipes
- Cycloderes cataractus
- Cycloderes catarractus
- Cycloderes cernitus
- Cycloderes chalcogrammus
- Cycloderes cinguliger
- Cycloderes cneorrhynoides
- Cycloderes comatus
- Cycloderes congener
- Cycloderes corsicus
- Cycloderes costulatus
- Cycloderes cretaceus
- Cycloderes cribricollis
- Cycloderes crotchi
- Cycloderes cupreovittatus
- Cycloderes depilatus
- Cycloderes depilis
- Cycloderes dispar
- Cycloderes distinctus
- Cycloderes distinguendus
- Cycloderes doriae
- Cycloderes dubius
- Cycloderes duplex
- Cycloderes elongatus
- Cycloderes emarginatus
- Cycloderes escalerai
- Cycloderes exclusus
- Cycloderes exiguus
- Cycloderes fallax
- Cycloderes fasciculatus
- Cycloderes fausti
- Cycloderes foveolatus
- Cycloderes franzi
- Cycloderes fritillum
- Cycloderes fuentei
- Cycloderes fulgidivittatus
- Cycloderes fullo
- Cycloderes fulvipilis
- Cycloderes galaecianus
- Cycloderes gattefossei
- Cycloderes geophanes
- Cycloderes glabellus
- Cycloderes glabratus
- Cycloderes gossypii
- Cycloderes granithorax
- Cycloderes gredosensis
- Cycloderes gregarius
- Cycloderes guinardi
- Cycloderes gundaficus
- Cycloderes heliophilus
- Cycloderes henoni
- Cycloderes hirsutus
- Cycloderes hirtellus
- Cycloderes hirticulus
- Cycloderes hirtus
- Cycloderes hopfneri
- Cycloderes humeralis
- Cycloderes humilis
- Cycloderes hustachei
- Cycloderes ifranensis
- Cycloderes inflaticollis
- Cycloderes insidiosus
- Cycloderes insularis
- Cycloderes intermedius
- Cycloderes intermissus
- Cycloderes kocheri
- Cycloderes lapidarius
- Cycloderes lasius
- Cycloderes latitarsis
- Cycloderes latithorax
- Cycloderes laufferi
- Cycloderes lecerfi
- Cycloderes licinus
- Cycloderes lixensis
- Cycloderes longipilis
- Cycloderes longiusculus
- Cycloderes lostiae
- Cycloderes lucens
- Cycloderes lusitanicus
- Cycloderes luxuriosus
- Cycloderes marmoratus
- Cycloderes maroccanus
- Cycloderes marraquensis
- Cycloderes mediatlantis
- Cycloderes metallicus
- Cycloderes microdactylus
- Cycloderes microps
- Cycloderes microsus
- Cycloderes mideltensis
- Cycloderes minimus
- Cycloderes minutulus
- Cycloderes mirus
- Cycloderes modestus
- Cycloderes mogadoricus
- Cycloderes mozabensis
- Cycloderes multiseriatus
- Cycloderes mundus
- Cycloderes mus
- Cycloderes naivashae
- Cycloderes navashae
- Cycloderes nigropictus
- Cycloderes obesolus
- Cycloderes obesulus
- Cycloderes oblongiusculus
- Cycloderes oblongus
- Cycloderes obscurus
- Cycloderes olcesei
- Cycloderes olivieri
- Cycloderes otini
- Cycloderes pallidisetis
- Cycloderes parallelus
- Cycloderes pardoi
- Cycloderes perezi
- Cycloderes persulcatus
- Cycloderes pexus
- Cycloderes pilosulus
- Cycloderes pilosus
- Cycloderes planicollis
- Cycloderes preciosus
- Cycloderes proximus
- Cycloderes puberulus
- Cycloderes punicus
- Cycloderes pusillus
- Cycloderes quercus
- Cycloderes quintilis
- Cycloderes rabaticus
- Cycloderes rattus
- Cycloderes raucus
- Cycloderes reitteri
- Cycloderes requirendus
- Cycloderes rharbensis
- Cycloderes robiniae
- Cycloderes rolphi
- Cycloderes rotroui
- Cycloderes rotundicollis
- Cycloderes rugosior
- Cycloderes runcinatus
- Cycloderes sabulosus
- Cycloderes sareptanus
- Cycloderes schonherri
- Cycloderes schrammi
- Cycloderes sefrensis
- Cycloderes sefruensis
- Cycloderes seriepunctatus
- Cycloderes seriesetulosus
- Cycloderes serripes
- Cycloderes setosus
- Cycloderes setulosus
- Cycloderes shrammi
- Cycloderes sicanus
- Cycloderes sicardi
- Cycloderes siculus
- Cycloderes sitonoides
- Cycloderes squameus
- Cycloderes subahenus
- Cycloderes submetallicus
- Cycloderes subpunicus
- Cycloderes substriatus
- Cycloderes subvittatus
- Cycloderes susicus
- Cycloderes tana
- Cycloderes tenuiscapus
- Cycloderes tessellatus
- Cycloderes tetuanicus
- Cycloderes theryi
- Cycloderes tigratus
- Cycloderes tomentosus
- Cycloderes tonsus
- Cycloderes trapezicollis
- Cycloderes turbatus
- Cycloderes uhagoni
- Cycloderes umbrinus
- Cycloderes variegatus
- Cycloderes varus
- Cycloderes vicinus
- Cycloderes vittatus
- Cycloderes vitticollis
- Cycloderes zarcoi
- Cycloderes zemensis